# 피파 리의 특별한 로맨스
《피파 리의 특별한 로맨스》(영어: The Private Lives of Pippa Lee)는 미국에서 제작된 리베카 밀러 감독의 2009년 로맨틱 코미디 드라마 영화이다. 로빈 라이트 등이 출연하였고, 러모어 시번 등이 제작에 참여하였다.

## 출연진
- 로빈 라이트 펜
- 블레이크 라이블리
- 앨런 아킨
- 키아누 리브스
- 마리아 벨로
- 조이 커잰
- 위노나 라이더
- 마이크 바인더
- 모니카 벨루치
- 라이언 맥도널드
- 팀 기니
- 줄리앤 무어
- 셜리 나이트
- 로빈 와이거트
- 조앤 코플런드

## 기타 제작진
- 총괄 제작: 브래드 피트
- 배역: 신디 톨런
- 미술: 마이클 쇼
- 세트: 체리시 머게니스 헤일
- 의상: 제니퍼 본마이어하우저